# Juan de Escalante
Pour les articles homonymes, voir Escalante.
Compléments
Mort lors d'un combat contre les Aztèques à Nautla
Juan de Escalante (né à Escalante en Espagne et mort à Veracruz au Mexique en 1519) est un militaire espagnol et un des lieutenants de Cortés.

## Biographie
Il est nommé alguazil mayor de Veracruz par Cortés. 
En 1519, il est blessé grièvement lors d'un combat contre les Aztèques à Nautla. Il mourra 3 jours plus tard dans la garnison espagnole de Veracruz.